# Pavel Dolar
Pavel Dolar, slovenski kemijski inženir in biokemik, * 10. oktober 1915, Ljubljana, † 19. junij 1995, Ljubljana.

## Življenje in delo
Diplomiral je 1938 na kemijskem oddelku ljubljanske Tehniške fakultete, opravil 1964 specializacijo iz biokemije in 1975 doktoriral iz biokemičnih znanosti. Dolar je leta 1952 pričel voditi laboratorij na Interni kliniki ljubljanske bolnišnice. S svojimi sodelavci je zgradil trdne strokovne in organizacijske temelje Laboratorijski službi Kliničnih bolnišnic, kasneje Univerzitetnega kliničnega centra v Ljubljani, iz katerega se je razvil današnji Klinični inštitut za klinično kemijo in biokemijo Kliničnega centra v Ljubljani. Vzgojil je mnogo laboratorijskih delavcev z visoko, višjo in srednjo izobrazbo ter delal znanstvenoraziskovalno. Od 1957 je bil znanstveni, od 1966 do upokojitve 1980 pa višji znanstveni sodelavec na katedri za interno medicino Medicinske fakutete v Ljubljani. Bil je prvi predsednik Sekcije medicinskih biokemikov pri Slovenskem farmacevtskem društvu (1961/62), predhodnici današnjega Slovenskega združenja za klinično kemijo in laboratorijsko medicino.
Sam ali v soavtorstvu je objavil več kot 50 znanstvenih in strokovnih del tako v domači kot tudi tuji literaturi. Veliko je prispeval k uvedbi in modifikaciji številnih laboratorijskih metod; poleg tega pa sta posebno pomembna njegova prispevka pri uvedbi statistične kontrole kakovosti dela biokemijskih laboratorijev ter sodelovanje pri ustanavljanju zdravstvene laboratorijske mreže v Sloveniji.